# Blood & Chocolate (álbum)
Blood & Chocolate (en español: Sangre y chocolate) es el undécimo álbum de estudio del cantautor británico Elvis Costello, y su noveno disco con la banda The Attractions, lanzado el 15 de septiembre de 1986 por las discográficas Demon y Columbia Records. Luego de haber lanzado King of America, Costello contactó a los anteriores miembros de The Attractions, junto a su productor de antaño Nick Lowe.
El álbum fue grabado en Londres en el Olympic Studios, durante las tensiones más altas que se produjeron entre Costello y la banda, con sus canciones trabajadas y grabadas rápidamente, y varias de ellas obtenidas en primeras tomas. El bajista de la banda irlandesa The Pogues, Cait O'Riordan, cantó los coros en dos de las canciones del álbum.
El álbum fue incluído en la lista 1001 Albums You Must Hear before You Die, del 2018.